# Чорнобильська катастрофа у культурі
Чорнобильська катастрофа була не лише найбільшою техногенною та екологічною катастрофою, а також катастрофою соціальною. Вона лишила суттєвий відгук як в українській, так і світовій культурі.

## Документальні фільми
- «Чорнобиль. Хроніка важких тижнів» (1986), кадри якого знімали в Прип'яті влітку 1986 року.
- «Чорний вітер, біла земля[en]» (1993) — ірландський документальний фільм. Режисер Джеррі Гобан.
- «Серце Чорнобиля» (2003) — американський документальний фільм, що виграв премію «Оскар» за найкращий документальний короткометражний фільм 2004 року.
- Епізод «Чорнобиль» телесеріалу «За хвилину до катастрофи» каналу National Geographic (2005), у якому реконструйовано перебіг катастрофи і розгорнуто вказані її причини.
- «Безіменна зона» (2006) — іспанський документальний фільм. Режисер Карлос Родрігес.
- «Білий кінь[en]» (2008) — американський документальний фільм. Режисери Маріанн ДеЛео та Крістоф Біссон.
- «Чорнобиль.3828» (2011). Режисер Сергій Заболотний.
- Документальна драма Світлани Усенко — «Розщеплені на атоми» (2016). Фільм поверне час назад, до 1986 року та дозволить подивитись на Чорнобильську катастрофу очима людей, які бачили все на власні очі. У центрі уваги опиняться люди, кожен зі своєю зворушливою історією, своїми емоціями та зламаними долями.
- «Лазуровий пил» (2016). Авторами проєкту стали відомі документалісти Ілларіон Павлюк, Олег Рогожа і Володимир Рибась. Творці фільму розшукали двох героїв з унікальною долею, які в момент катастрофи жили в Прип'яті. Завдяки унікальним кадрам, які автори проєкту змогли зняти на місці трагедії, глядачам вдасться повністю зануриться в атмосферу подій і відчути ту страшну і одночасно дивовижну атмосферу, яка панує там, де сталася одна з найбільших техногенних катастроф.
- «Російський дятел» (2016) — документальний фільм американського режисера Чеда Грасіа, який визнали найкращою документальною стрічкою фестивалю незалежного кіно «Санденс».

## Художні фільми
- «Активна зона» (1979) — радянська стрічка, яка предрікла катастрофу у своєму сюжеті. Бо мотиви порушення техніки безпеки в активній зоні, чітко прослідковуються в сценарії фільму.
- «Розпад» (1990) — американсько-радянська стрічка, один з перших художніх фільмів про Чорнобильську трагедію. Присвячена впливу катастрофи на особисте життя людей на фоні замовчування її масштабів владою, розпаду через неї людських відносин. Режисер Михайло Беліков. В головній ролі Сергій Шакуров.
- «Чорнобиль. Останнє попередження» («Chernobyl: The Final Warning») (1991) — американсько-британсько-радянська стрічка про групу лікарів, які рятують постраждалих від радіації. Режисер Ентоні Пейдж.
- «Аврора» (2006) — українська стрічка, присвячена долям пересічних людей під час і після аварії, зокрема дівчинці Аврорі, яка втрачає можливість втілити свою мрію. Режисер Оксана Байрак.
- «Прорвемось (друга версія)» (2006) — українська стрічка. Описує життя двох братів-фізиків, які користуються наслідками катастрофи для власної вигоди, та чим це для них обертається. Режисер Іван Кравчишин.
- «У суботу» (2011) — російсько-німецько-українська стрічка про перший день аварії. Описує спробу працівника комсомолу, одного з небагатьох, який знає про масштаби трагедії, врятувати дорогу йому людину та перепони на шляху до цього. Режисер Олександр Міндадзе.
- «Земля забуття» (2011) — франко-українська стрічка про наслідки катастрофи для кількох родин і осіб, дім яких опинився в зоні відчуження. Режисер Міхаль Боганім. В головній ролі Ольга Куриленко.
- «Трансформери 3» (2011) — голлівудський науково-фантастичний фільм 2011 року. Події частково відбуваються в Прип'яті, причиною катастрофи вказано експерименти з інопланетними технологіями.
- «Заборонена зона» (2012) — голлівудський фільм жахів про групу туристів, які стикаються в сучасній Прип'яті з хижими мутантами і військами, що прагнуть знищити свідків.
- «Міцний горішок 5» (2013) — голлівудський бойовик. Події частково відбуваються в Прип'яті, де терористи переховують зброю.
- Міні-серіал «Метелики»(2013) — українська чотирисерійна стрічка режисера Віталія Воробйова. Присвячена життю кількох дітей на фоні катастрофи та евакуації.
- «Чорнобиль. Зона відчуження» (2014—2019) — російський містичний серіал виробництва «СинеЛаб Продакшн» (1 сезон) і RatPack Production (2 сезон). Дія відбувається в Зоні відчуження Чорнобильської АЕС.
- «Розпад» (2016) — історія кохання молодої дівчини на ім'я Валерія та інженера-ядерника Вітаса, яка розгортається на тлі катастрофи. Режисер: Роман Барабаш
- «Арка» (2016) — розповідає 30-річну історію Чорнобильської катастрофи з перших хвилин після аварії до моменту, коли в 2016 році нове укриття зайняло своє проєктне положення. Унікальність фільму полягає в тому, що його історія розказана мовою музики, а єдині слова, які звучать у фільмі — це звернення Михайла Горбачова. Режисер: Антон Шатохін.
- «Чорнобиль (мінісеріал)» (2019) — британсько-американський історичний драматичний телевізійний мінісеріал, зрежисований Крейг Мезіном. Прем'єра відбулася 6 травня 2019 року. Серіал оповідає про події 1986 року у викладі Валерія Легасова. В центрі уваги — екранізовані розповіді учасників подій, що вижили після вибуху на найбільшій електростанції країни, і людей, які займали керівні посади.

## У літературі
- Роман Юлії Вознесенської «Зірка Чорнобиль» (Звезда Чернобыль, 1987). Роман православної письменниці Юлії Вознесенської розповідає про долю трьох сестер, чиї життя перекреслила Чорнобильська катастрофа.
- Повість Юрія Щербака «Чорнобиль» (1987). Спогади про участь у ліквідації наслідків катастрофи. Твір примітний тим, що в ньому проводиться паралель між Зоною відчуження та Зоною з повісті братів Стругацьких «Пікнік на узбіччі».
- Фредерик Пол, роман «Чорнобиль» (Chernobyl, 1987). Книга написана за матеріалами, переданими Юрієм Щербаком. Група працівників ЧАЕС різних рангів постає перед вибором: виконати потенційно небезечний наказ або порушити його заради безпеки людей, що не здогадуються про події на станції.
- Роман Крісти Вольф «Випадок» (Störfall, 1987). Описує враження жінки, що стає свідком катастрофи і це підриває її утопічне бачення майбутнього.
- «Чорнобиль: дні випробувань» (1987). Збірник, упорядкований Вадимом Шкодою, який складають вірші, нариси, оповідання, уривки з романів і повістей, інтерв'ю.
- Поема Івана Драча «Чорнобильська мадонна» (1988).
- Роман Володимира Яворівського «Марія з полином у кінці століття» (1988). Трагедія чорнобильської катастрофи розкривається через долю родини Мировичів, що за посередництва катастрофи на ЧАЕС стають жертвами егоїстичних, антигуманістичних прагнень радянської влади.
- Григорій Медведєв, «Ядерна засмага» (Ядерный загар, 1990). У книгу письменника Григорія Медведєва увійшли три повісті: «Ядерна засмага», «Енергоблок» і «Чорнобильський зошит». Документальні повісті-розслідування, що стали безстрашно-правдивою сповіддю.
- Василь Гігевіч, Олег Чернов, «Сталі води гіркими. Хроніка чорнобильського лиха» (Стали воды горькими: Хроника чернобыльской беды, 1991). У цій книзі-хроніці автори повертаються до трагічних подій квітня 1986 року, щоб знову осмислити її наслідки в самих різних аспектах — економічному, психологічному, технічному, медичному, соціальному.
- Віктор Козько, «Спаси і помилуй нас, чорний лелека» (Спаси и помилуй нас, черный аист, 1993). В забутому всіма селі, покривавленому загравою Чорнобиля, люди продовжують працювати, жартують, живуть без побоювання, сподіваються.
- Світлана Алексієвич, «Чорнобильска молитва: хроніка майбутнього» (Чернобыльская молитва. Хроника будущего, 1997). У книзі описано історії справжніх людей, які пройшли через весь жах катастрофи: евакуацію, хвороб та втрату близьких. Кожен житель Чорнобиля був прив'язаний до тієї події, і книга відображає не придумані сюжети, а реальні події в житті реальних людей.
- Збірка віршів Маріо Петруччі «Важка вода: поема до Чорнобиля» (Heavy Water: a poem for Chernobyl, 2004)
- Книга Марії Мицьо «Полиновий ліс. Хроніки Чорнобиля» (Wormwood forest: a natural history of Chernobyl, 2005).
- Віктор Акатов, «Точка неповернення» (Точка невозврата, 2007). Записки ліквідатора Петра Русенко, людини, яка пройшла через одну з найбільших трагедій в історії людства. Книга описує рік з життя Петра Русенко і разом з тим все його життя, переплетене з долею країни та народу.
- Любов Сирота, «Прип'ятський синдром» (2009). Місто прокинулось сонячним ранком, ще не знаючи, що через кілька днів ці зелені вулиці стануть зоною смерті. Ірину евакуювали з Прип'яті, і незабаром невидима смерть почала забирати друзів і знайомих. Дівчина зазнала людської «зони відчуження»: байдужість чиновників, цинізм офіційної медицини та відчуття втрати.
- Сергій Мирний, «Жива сила. Щоденник ліквідатора» (Живая сила. Дневник ликвидатора, 2010). Це книга про ліквідацію техногенної катастрофи в Чорнобилі та людей, які брали в ній безпосередню участь.
- Сергій Мирний, «Ліквідатори. Чорнобильська комедія» (Ликвидаторы. Чернобыльская комедия, 2011). Ранок 27 квітня 1986 року. Жителі містечка Прип'ять готуються до першотравневих свят, але в цей час в місто втягуються колони автобусів. Починається загальна евакуація Чорнобильської Зони, яка змінює життя головних героїв.
- «Повернення до Прип'яті» (2011) — драма квебекського драматурга Філаппа Ландрі, яка отримала високу оцінку канадських театралів[1][2].
- Володимир Губарєв, «Пристрасті по Чорнобилю» (Страсти по Чернобылю, 2011). Письменник і журналіст Володимир Губарєв був свідком і учасником аварії на Чорнобильській АЕС. У книзі зібрані офіційні документи, інтерв'ю безпосередніх учасників ліквідації наслідків аварії і їх спогади про життя після трагедії.
- Олександр Купний, «Чорнобиль. Живі, поки нас пам'ятають» (Живы, пока нас помнят, 2012). Книга спогадів, де люди, які пройшли Чорнобиль, розповідають про рокові події в ніч на 26 квітня.
- Леонід Леванович, «Вітер з гіркотою полину» (Ветер с Горечью полыни, 2013). Спираючись на документальну основу, повісті розповідають про те, як аварія вплинула на долі простих людей.
- Євген Орел, «Чорно-білий Чорнобиль» (Черно-белый Чернобыль, 2014). На момент аварії на Чорнобильській АЕС Євген Орел жив у м. Прип'ять і працював в міському фінансовому відділі. «Чорно-білий Чорнобиль» написаний на основі авторських вражень і перебуває на стику документальної повісті та публіцистики.

### Комікси
- Серія коміксів «Грабіж і Росомаха: Розплавлення» (Havok & Wolverine: Meltdown, 1988) за сценарієм Вальтера та Лоїс Сімонсон. Суперегеройські комікси, де катастрофа на ЧАЕС слугує ключовою подією сюжету.
- «Одна весна в Чорнобилі» (2020). Емманюель Лепаж

## У музиці
- Симфонія для органу «Чорнобиль» Мікаела Тарівердієва (1988).
- У 1988 році японські панк-рокери The Blue Hearts готували до випуску сингл з трьох композицій, куди повинна була увійти і пісня Chernobyl. Це був жест — музиканти хотіли висловитися проти використання ядерної енергії.
- Проєкт британського електронного музиканта Бенджаміна Джона Пауера — Chelnobyl. Інструментальна п'єса імені Чорнобиля увійшла до дебютного альбому Blanck Mass.
- Пісня Тараса Петриненка «Чорнобильська зона».
- Пісня гурту «Брати Гадюкіни» — «Мамуню, рехтуйте весіллє».
- Пісні Тризубого Стаса «Чорнобильський метелик» та «Атомне кохання».
- Пісня гурту «Скрябін» — «Чорнобиль форева».
- Пісня Адріано Челентано «Sognando Chernobyl» («Мені сниться Чорнобиль»), 2008 рік, альбом «L'animale». До пісні знято 10-хвилинний відеокліп, який, за словами критиків, «дуже впливає на відчуття, розповідаючи про наслідки Чорнобильської катастрофи для здоров'я людей»[3].
- Ораторія «Гірка зоря» Данила Перцова (2016).
- Пісня гурту «Pink Floyd» — «Marooned». 2014 року, до двадцятиріччя музичного альбому «The Division Bell» випущено офіційний відеокліп. Зйомки проводилися в зоні відчуження. Відеоряд починається з 2:29.
- Пісня гурту «Тінь Сонця» — «Пісня Чугайстра» (кавер на пісню «Twilight Sun» білоруського гурту «Gods Tower» з власним українським текстом)
- У 2010 році українська співачка Alyosha (Альоша) випустила кліп на пісню «Sweet People», який був знятий в місті Прип'ять. У цій пісні дівчина закликає людей не руйнувати нашу планету, а навпаки — берегти її.
- Відомий британський репер Example знімав в зоні відчуження відеокліп на композицію «What We Made», в якій розмірковує про вплив людини на навколишнє середовище.
- Популярний британський електронний проєкт Delphic зняв в зоні відчуження кліп на одну з пісень. Режисер сконцентрувався не на занедбаних місцях, а на жителях, які продовжували жити поруч з Прип'яттю і в прилеглих до чорнобильської зони населених пунктах.
- Девід Боуї «Time Will Crawl». Ця пісня присвячена темі забруднення і руйнування планети промисловістю. За словами самого музиканта, на створення композиції його надихнула саме катастрофа на ЧАЕС.
- Євгеній Хмара — «Chernobyl Disaster». Відомий композитор присвятив мелодію Чорнобилю і зняв кліп в зоні відчуження.
- Український електро-фольк гурт «ONUKA» присвятив Чорнобильської трагедії цілий мініальбом «Vidlik». У кліпі до пісні «1986» використані розмови диспетчерів в перші кілька хвилин після вибуху на четвертому енергоблоці Чорнобильської АЕС.
- У 2021 році на 35-річчя катастрофи українські музичні виконавці Олексій Потапенко, гурт Mozgi, DOROFEEVA, Юлія Саніна, Сергій Бабкін, Тарас Тополя та Аліна Паш  за ініціативи Міністерства культури та інформаційної політики України[4] записали спільний сингл «Вальс 86» в пам'ять про Чорнобильську трагедію[5].

## У відеоіграх
- Серія відеоігор S.T.A.L.K.E.R. — події відбуваються в зоні відчуження після непоясненної другої катастрофи.
- Cold War (2005) — причиною аварії на ЧАЕС описано диверсію задля зміни ролі СРСР у світовій політиці.
- Arknights (2010) — столиця фантастичного аналога Російської імперії, Урсуса, під назвою Чернобоґ, постраждала від катастрофи, що має явні паралелі з Чорнобильською.
- Call of Duty 4: Modern Warfare — Чорнобильська АЕС згадується як об'єкт інтересу терористів, Прип'ять доступна як карта для змагань.
- Chernobylite (2019) — дія відбувається в Чорнобильській зоні відчуження, а метою гравця є вивчення радіоактивної зони.
- Карта «Cache» для Counter-Strike: Global Offensive зображає околиці ЧАЕС